# Rote (Pensilvania)
Rote es un lugar designado por el censo ubicado en el condado de Clinton en el estado estadounidense de Pensilvania. En el Censo de 2010 tenía una población de 507 habitantes y una densidad poblacional de 179,92 personas por km².

## Geografía
Rote se encuentra ubicado en las coordenadas 41°4′41″N 77°24′41″O / 41.07806, -77.41139. Según la Oficina del Censo de los Estados Unidos, Rote tiene una superficie total de 2.82 km², de la cual 2.82 km² corresponden a tierra firme y (0%) 0 km² es agua.

## Demografía
Según el censo de 2010, había 507 personas residiendo en Rote. La densidad de población era de 179,92 hab./km². De los 507 habitantes, Rote estaba compuesto por el 98.42% blancos, el 0% eran afroamericanos, el 0% eran amerindios, el 0.59% eran asiáticos, el 0% eran isleños del Pacífico, el 1.18% eran de otras razas y el 0% pertenecían a dos o más razas. Del total de la población el 1.38% eran hispanos o latinos de cualquier raza.